# Friedrich Burdach
Karl Friedrich Burdach (ur. 12 czerwca 1776 w Lipsku, zm. 16 lipca 1847 w Królewcu) – niemiecki lekarz neuroanatom, fizjolog, historyk neuroanatomii.

## Życiorys
Burdach studiował medycynę na Uniwersytecie Lipskim. Ukończył studia w 1800 roku i w 1811 roku został profesorem fizjologii na Uniwersytecie w Dorpacie. Cztery lata później objął katedrę fizjologii na Uniwersytecie Albrechta w Królewcu w semestrze zimowym 1829-1830, oraz w 1841 i 1844 był rektorem uczelni.
Jego syn, Ernst Burdach (1801–1876), również był anatomem.

## Dorobek naukowy
Jako jeden z pierwszych opisał pęczek łukowaty. W 1826 opisał pęczek klinowaty, zwany na jego cześć także pęczkiem Burdacha. W swoim dziele z 1822 wprowadził do neuroanatomii terminy przedmurza (niem. Vormauer, łac. claustrum), jądra soczewkowatego, skorupy, poduszki, torebki zewnętrznej i wewnętrznej, jądra migdałowatego, jądra czerwiennego, blaszki krańcowej, płaszcza, kory obręczy, obręczy (cingulum), podkładki (subiculum), koryta (alveus), klinka (cuneus) i przedklinka (precuneus).
Za sprawą swoich starannych opracowań neuroanatomicznych, w których odwoływał się do prac poprzedników (m.in. Thomasa Willisa), określany jest także jako historyk neuroanatomii.
W 1800 roku wprowadził terminy „morfologia” i „biologia”. To ostatnie często nieprawidłowo przypisuje się Treviranusowi lub Lamarckowi.

## Wybrane prace
- Asklepiades und John Brown: eine Parallele. Leipzig: G.B. Meissner, 1800
- Handbuch der Pathologie. Leipzig 1808
- Der Organismus menschlicher Wissenschaft und Kunst. Leipzig 1809
- Encyklopädie der Heilwissenschaft. Leipzig: Mitzky
- Die Literatur der Heilwissenschaft. Gotha: Perthes, 1810
- Auflösung eines Räthsels vom Essig. Dorpat, 1813
- Anatomische Untersuchungen: bezogen auf Naturwissenschaft und Heilkunst. Leipzig: Hartmann, 1814
- Vom Baue und Leben des Gehirns. Leipzig: Dyk.
  - Teil 1 1819
  - Teil 2 1822
  - Teil 3 1826.
- Beschreibung des untern Theils des Rückenmarks. W: Konigsberg, Königliche Anatomische Anstalt. Berichte, etc. no. 1. 1818
- Bemerkungen über den Mechanismus der Herzklappen. W: Konigsberg, Königliche Anatomische Anstalt. Berichte, etc. no. 3. 1820
- Ansichten des Elektro-Magnetismus. W: Konigsberg, Königliche Anatomische Anstalt. Berichte, etc. no. 5. 1822
- Die Physiologie als Erfahrungswisssenschaft. Leipzig: Voß. 6 Bände. 1826–1840
- Historisch-statistische Studien über die Cholera-Epidemie vom Jahre 1831. Königsberg 1832
- Der Mensch nach den verschiedenen Seiten seiner Natur. Anthropologie für das gebildete Publicum. Stuttgart 1837
- Gerichtsärztliche Arbeiten. 1. Bd. Stuttgart und Tübingen: Cotta'schen Bhdlg., 1839
- Blicke ins Leben. 1842–1848
- Rückblick auf mein Leben. Leipzig: Voß, 1848